# IPadOS
iPadOS è un sistema operativo sviluppato da Apple, creato esclusivamente per iPad. Annunciato il 3 giugno 2019 alla WWDC annuale, iPadOS è una versione modificata di iOS, ottimizzata per iPad, con funzionalità aggiuntive. La versione definitiva è stata rilasciata al pubblico il 24 settembre 2019.
Le versioni principali di iPadOS vengono distribuite ogni anno. L'attuale versione, iPadOS 18, è stata distribuita al pubblico il 16 settembre 2024.

## Caratteristiche esclusive
iPadOS ha cominciato a segnare una differenza ben più marcata rispetto ad iOS rispetto al passato. Di seguito vi sono alcune novità distintive:
- Home Screen capace di visualizzare molte più app nella griglia e una colonna permanente di widget in orizzontale (iPadOS 13/14), poi sostituita dalla possibilità di inserire direttamente i widget nella griglia principale (da iPadOS 15).
- Multitasking nettamente migliorato, con l'introduzione di Split View, Exposé e Stage Manager (quest'ultimo da iPadOS 16).
- Connettività migliorata, con l'introduzione alla possibilità di collegare pendrive USB, mouse e tastiere.
- Ecosistema migliorato, con l'introduzione di modalità come Sidecar e Continuity.
- App di sistema con funzionalità esclusive: Safari ha un download manager e mostra i siti in versione desktop di default, sono disponibili le nuove app Traduci (iPadOS 15) e Meteo (iPadOS 16).

## Versioni correnti
| Versione        | Versione              | Dispositivi                                                                                            | Dispositivi                                                        | Dispositivi                        | Dispositivi                             |
| Release         | Data di distribuzione | iPad Pro                                                                                               | iPad Air                                                           | iPad                               | iPad mini                               |
| --------------- | --------------------- | --- | ------------------------------------------------------------------ | ---------------------------------- | --------------------------------------- |
| 18.6 (22G86)    | 29 luglio 2025        | iPad Pro (M4) iPad Pro 12,9" (3ª generazione e successive) iPad Pro 11" (1ª generazione e successive)  | iPad Air (M3) iPad Air (M2) iPad Air (3ª generazione e successive) | iPad (7ª generazione e successive) | iPad mini (5ª generazione e successive) |
| 17.7.9 (21H446) | 29 luglio 2025        | iPad Pro 12,9" (2ª generazione e successive) iPad Pro 10,5" iPad Pro 11" (1ª generazione e successive) | iPad Air (3ª generazione e successive)                             | iPad (6ª generazione e successive) | iPad mini (5ª generazione e successive) |

## Dispositivi supportati
iPadOS può essere installato negli iPad con chip Apple A8 o successivi e almeno 2 GB di RAM o superiore. Difatti, con iPadOS, Apple ha abbandonato il supporto per i dispositivi con meno di 2 GB di RAM, tra cui iPad Air (2013), iPad mini 2 e iPad mini 3.
Gli iPad compatibili con iPadOS sono:
- iPad Pro 9,7"
- iPad Pro 10,5"
- iPad Pro 11" (prima, seconda, terza e quarta generazione)
- iPad Pro 12,9" (prima, seconda, terza, quarta e quinta generazione)
- iPad Air (seconda, terza, quarta e quinta generazione)
- iPad (quinta, sesta, settima, ottava, nona e decima generazione)
- iPad mini (quarta, quinta e sesta generazione)